# Trentepohlia (Mongoma) galactopa
Trentepohlia (Mongoma) galactopa is een tweevleugelige uit de familie steltmuggen (Limoniidae). De soort komt voor in het Australaziatisch gebied.